# Fuller Building
El Fuller Building es un rascacielos en la Calle 57 y Madison Avenue en el barrio de Midtown Manhattan de Nueva York. Diseñado por Walker & Gillette, fue erigido entre 1928 y 1929. Lleva el nombre de su ocupante principal original, Fuller Construction Company, que se mudó del edificio Flatiron.
El edificio de 40 pisos está diseñado en estilo art déco y contiene numerosos retranqueos según lo ordenado por la Ley de Zonificación de 1916. La fachada de los seis pisos más bajos está revestida con granito negro y contiene grandes escaparates para tiendas, así como grandes ventanales para galerías de arte. La entrada principal de triple altura está decorada con esculturas arquitectónicas de Elie Nadelman. Los pisos restantes están diseñados en gran parte con piedra fundida clara y ventanas más pequeñas. El interior tiene vestíbulos y un lobby ricamente decorados con paredes de mármol, detalles de bronce y pisos de mosaico.
El Fuller Building fue construido como parte del centro artístico que ocupaba East 57th Street a principios del siglo XX. En el momento de su finalización, albergaba varias galerías de arte con la dirección 41 East 57th Street, así como oficinas en la dirección 595 Madison Avenue. Fue comprado varias veces a lo largo de los años antes de ser adquirido en 1999 por Vornado Realty Trust, su propietario a a 2021. El Fuller Building y su interior se convirtieron en Hitos de la Ciudad de Nueva York en 1986.

## Sitio
El Fuller Building se encuentra en el barrio de Midtown Manhattan de Nueva York, en la esquina noreste de Madison Avenue y la calle 57. El lote de tierra en gran parte rectangular cubre aproximadamente 12000 m², con un frente de 22,7 m en Madison Avenue y 45,7 m paralelo a la calle 57. El Four Seasons Hotel New York está en la misma cuadra hacia el este. Otros edificios cercanos incluyen 432 Park Avenue al sur; 590 Madison Avenue al suroeste; LVMH Tower y LP Hollander Company Building al oeste; el General Motors Building al noroeste; y la Torre Ritz al este.
Antes de que se desarrollara el Fuller Building, el sitio fue ocupado por la Iglesia Reformada Holandesa de Madison Avenue, construida en 1870. A finales del siglo XIX y principios del XX, la calle 57 East albergaba muchas casas y estructuras construidas para las artes. La Iglesia Presbiteriana Central compró la estructura de la Iglesia de Madison Avenue en 1915. Muchas de las estructuras residenciales de la calle 57 fueron reemplazadas por oficinas, tiendas y galerías de arte en la década de 1920. En abril de 1928, la Corporación Charles of London estaba planeando comprar el edificio de la Iglesia Central, con planes para reconstruir el sitio con un rascacielos de 30 pisos. Finalmente, Fuller Construction Company compró el edificio de la Iglesia Central y la Iglesia Central se trasladó a Park Avenue.

## Diseño
El Fuller Building fue diseñado por Walker & Gillette en estilo art déco, aunque de una manera muy conservadora. El edificio mide 150 m altura y contiene 40 pisos. El diseño contiene relativamente pocos adornos, ya que gran parte del énfasis del diseño está en su forma, así como en el contraste de granito y piedra en la fachada. El Fuller Building contiene numerosos retranqueos para cumplir con la Ley de Zonificación de 1916, y el exterior contiene varias texturas de piedra para proporcionar énfasis verticales y horizontales en diferentes partes de la fachada. El exterior utiliza piedra Rockwood y granito sueco negro. El interior utiliza mármol gris de Tennessee, mármol negro belga, mármol de Formosa veteado de oro y mármol de Bottocino.
Christopher Gray escribió en The New York Times en 1995 que el edificio era "un testimonio de la era del jazz de la elegancia comercial emergente de la calle 57". La AIA Guide to New York City lo llamó "los hermanos Brooks del art déco: negro, gris y blanco".

### Forma
La base de seis pisos ocupa todo el lote, y los retranqueos se limitan en gran medida a los quince pisos por encima de la base. La piedra caliza contiene esquinas redondeadas en los retranqueos, aunque estas esquinas son generalmente demasiado pequeñas para verlas desde la calle. La forma general estaba pensada para ser visualizada en varias secciones verticales: una base grande, una masa con retrocesos, una torre estrecha y una corona. Sin embargo, debido a la proximidad de otros edificios altos, Paul Goldberger escribió para el Times en 1978 que "casi nadie lo ve" de esa manera.
Las secciones exteriores de la fachada sur en la calle 57 y la sección sur de la fachada oeste en Madison Avenue contienen retranqueos en los pisos 11, 13 y 15, con reflejos de piedra negra en la parte superior de los retranqueos. La fachada este tiene retranqueos en los pisos 10, 13 y 15, que se mezclan con los retranqueos en la sección este de la fachada de la calle 57. La fachada norte no presenta retranqueos.
En los pisos 16 al 21 en la calle 57, hay retranqueos en todos los pisos excepto en el 18. A lo largo de esta fachada, las dos tramos verticales centrales se proyectan ligeramente desde los pisos 17 al 20. Por encima del piso 20, el edificio se eleva como una torre rectangular continua. En los pisos 38 y 40 hay retrocesos con bandas de piedra negra. El techo del edificio, por encima del piso 40, también contiene algunos retranqueos para equipos mecánicos.

### Fachada

#### Base

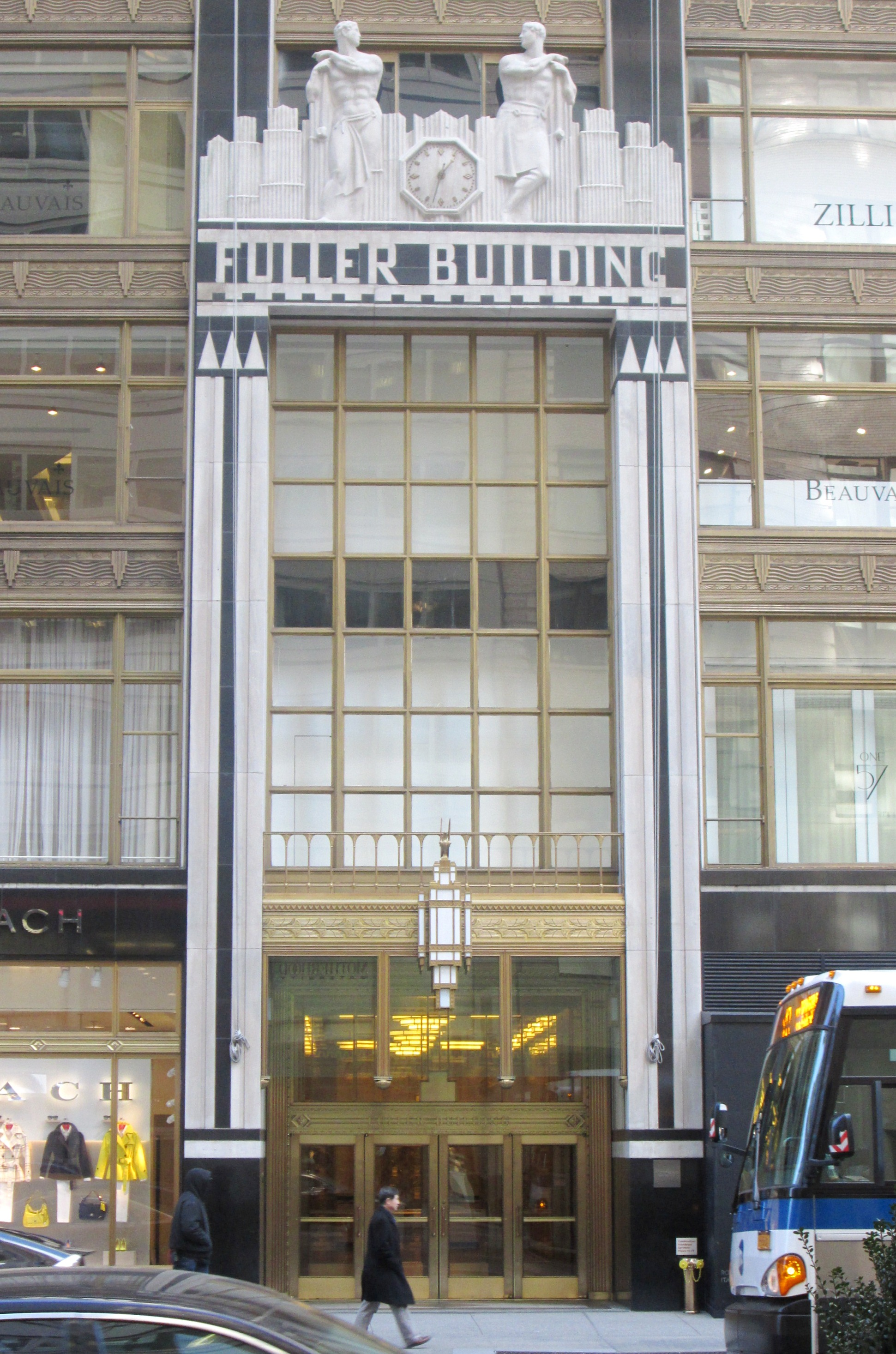
La entrada de tres pisos en la calle 57 con esculturas arquitectónicas de Elie Nadelman en la parte superior

Los seis pisos más bajos del Fuller Building están revestidos de granito sueco negro. A lo largo del lado sur, frente a la calle 57, la fachada consta de ocho tramos. El lado occidental, en Madison Avenue, consta de cuatro tramos. Hay dos entradas en la base: la entrada principal en la calle 57 y la secundaria en Madison Avenue. En general, las galerías de arte del Fuller Building han tendido a utilizar la dirección 41 East 57th Street, mientras que las oficinas han utilizado la dirección 595 Madison Avenue.
El portal de entrada principal está en el cuarto tramo desde el oeste en la calle 57; tiene tres pisos de altura y está flanqueado por pilastras de granito y piedra. Hay cuatro puertas de vidrio con marco de latón a nivel del suelo, ligeramente empotradas desde la calle. Delante y encima de las puertas hay un panel de vidrio, que cuelga de un dintel de bronce con diamantes. En el centro de este hay una lámpara de vidrio y latón coronada por un águila. El segundo y tercer piso del portal de entrada principal contienen una cuadrícula de ventanas cuadradas enmarcadas por parteluces de metal. Encima del tercer piso hay letras de piedra sobre granito que se leen fuller building. Sobre este letrero, en el cuarto piso, hay un grupo escultórico de piedra caliza diseñado por Elie Nadelman. El grupo escultórico representa a dos trabajadores de la construcción que flanquean un reloj, detrás del cual hay una talla de un horizonte.
La entrada secundaria es una abertura de un solo piso en el tramo más al norte de Madison Avenue. La entrada de Madison Avenue contiene una puerta de ascensor de servicio de bronce a la izquierda y una puerta doble de vidrio con marco de bronce a la derecha. Encima de estas puertas, pero debajo del segundo piso, hay un letrero con letras de piedra que dice fuller building. El resto de la base está diseñado de manera similar en ambas fachadas de la calle. El nivel del suelo generalmente contiene escaparates separados por pilares de granito verticales. Estos se extienden desde el segundo al sexto pisos. Las ventanas del segundo al quinto pisos están separadas horizontalmente por paneles enjutas de bronce con diseños de zigurat ondulados e invertidos. Los pisos quinto y sexto están separados horizontalmente por una banda de granito con un motivo de clave griega de piedra caliza. Las aberturas de las ventanas en cada piso consisten en grandes paneles de vidrio rodeados por paneles más pequeños.

#### Pisos superiores
En el séptimo piso, el diseño de la fachada cambia a un revestimiento de piedra caliza de color claro con acentos de granito negro. En el centro sobre la entrada de la calle 57, en los pisos 7 al 16, hay cinco tramos, cada uno con cuatro ventanas por piso, que corresponden a las aberturas en la base. Dentro de estos tramos, cada piso está separado por bandas horizontales que se proyectan ligeramente desde las ventanas. A lo largo de la calle 57, los tramos exteriores de los pisos séptimo al dieciséis consisten en ventanas de un solo ancho con pilares de piedra caliza. Los dos tramos centrales en Madison Avenue tienen bandas horizontales similares y tramos de cuatro ventanas de ancho como en la calle 57, mientras que los tramos exteriores contienen ventanas más estrechas. En los primeros 17 pisos, las fachadas norte y este están revestidas con ladrillos de dos tonos y en gran parte sin adornos. En la fachada este, hay franjas horizontales y verticales de ladrillo amarillo que contrastan con un fondo más oscuro.
Sobre el piso 17, todas las fachadas contienen ventanas de un solo ancho con pilares de piedra caliza. A excepción de la fachada norte, los pisos 18 al 21 están revestidos con piedra caliza en todos los lados. En los dinteles sobre las ventanas del piso 20, hay diseños geométricos de piedra negra, y los pilares entre cada tramo están coronados por losas de piedra. La fachada norte de estos pisos contiene revestimientos intermitentes de piedra caliza con ladrillo.

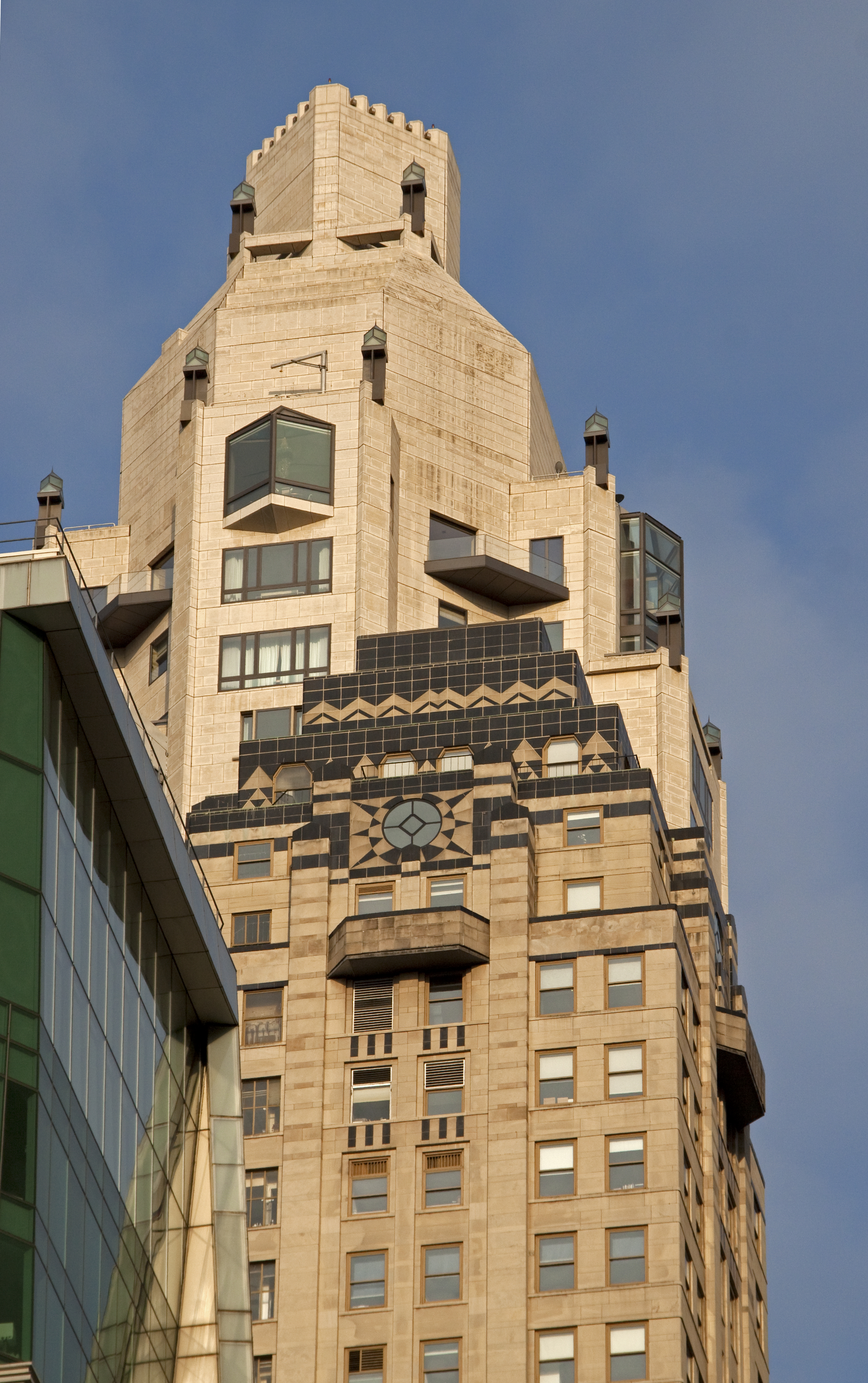
Detalle del piso superior (centro derecha) con el hotel Four Seasons al fondo

Sobre el piso 20, las fachadas oeste, sur y este están diseñadas de manera idéntica y cada una tiene seis tramos de ancho. En estas fachadas, los dos vanos centrales están flanqueados por pilares anchos y separados por un pilar estrecho, con enjutas empotradas que separan las ventanas en cada piso. Dentro de los cuatro tramos exteriores de cada fachada, las ventanas de diferentes pisos están separadas por bandas horizontales. En las tramos centrales de los pisos 36 al 39, los pilares contienen bandas horizontales. Las enjutas debajo de los pisos 36 y 37 contienen líneas verticales negras, y hay balcones en el piso 38. En el piso 39 hay motivos de rayos de sol en blanco y negro que flanquean una ventana redonda en las tramos centrales. El techo sobre el piso 40 contiene frisos con triángulos en blanco y negro y patrones en zigzag. La fachada norte es similar pero no tiene ventanas en el centro dos vanos. Además, no hay balcón en el piso 38, y los pisos 39 y 40 tienen patrones geométricos oscuros sin ventanas.

### Características
El Fuller Building tenía un área rentable de aproximadamente 20 000 m² cuando se completó. Según el Departamento de Planificación Urbana de la ciudad de Nueva York y el propietario del edificio Vornado Realty Trust, el edificio tiene una superficie bruta de unos 29 900 m². Los pisos tercero al 19 generalmente contienen un área de 720 a 1370 m², mientras que los pisos 20 a 40 son mucho más pequeños, con un área de 190 a 390 m². Las alturas de los techos varían de 3,4 a 4,3 m, mientras que los pisos pueden transportar cargas de 590 kg/m².
El edificio está construido con una superestructura de acero. La estructura de acero contiene refuerzos contra el viento para minimizar la oscilación debido al viento. Cuando se completó el Fuller Building, contenía un sistema de alarma contra incendios vertical novedoso en ese momento, con líneas directas al Departamento de Bomberos de la ciudad de Nueva York en todos los pisos, así como tanques y tuberías verticales a lo largo de la altura del edificio.

#### Vestíbulo
El vestíbulo tiene planta en forma de T. El vestíbulo de entrada principal conduce al norte desde la calle 57 hasta el vestíbulo del ascensor, que conduce al este desde la entrada de Madison Avenue. Justo dentro de cada entrada hay pequeños vestíbulos con puertas que conducen al vestíbulo principal. La pared del vestíbulo de la calle 57 consiste en mármol marrón claro, con bandas negras horizontales en las secciones más bajas de las paredes. Un panel de mármol claro en cada pared está flanqueado por dos pilastras de mármol más estrechas y oscuras, que están alineadas con el resto de la pared. En la parte superior de cada panel de mármol oscuro hay grecas destinados a parecerse a los capiteles de una columna. Los pisos contienen mosaicos estilizados con incrustaciones de la letra "F", así como cenefas decorativas. El vestíbulo de Madison Avenue es similar en diseño, excepto que tiene tres puertas al vestíbulo, mientras que el vestíbulo de la calle 57 tiene cuatro. Además, hay una escalera al sótano en el lado norte del vestíbulo de Madison Avenue,
Las paredes del vestíbulo principal tienen diseños similares a los de los vestíbulos, excepto que las pilastras de mármol oscuro se colocan a intervalos regulares a lo largo de la superficie de mármol marrón claro. Un friso negro con un patrón de trastes recorre la totalidad de las paredes. El piso del vestíbulo principal consiste en mosaicos grises, negros, blancos y tostados con bordes con motivos de chevron y patrones geométricos. El centro del piso contiene tres rondas que representan estructuras notables en la historia de Fuller Construction Company: el Tacoma Building, el Flatiron y el Fuller. Estos mosaicos fueron hechos por Vincent Foscato en Long Island City. El techo está realizado en yeso blanco y contiene una moldura de himno a lo largo de sus bordes, así como unas nervaduras artesonadas que dividen el techo perpendicularmente. Las nervaduras perpendiculares contienen luminarias rectangulares, rosetas y paneles lisos. El centro del techo contiene luminarias hexagonales.

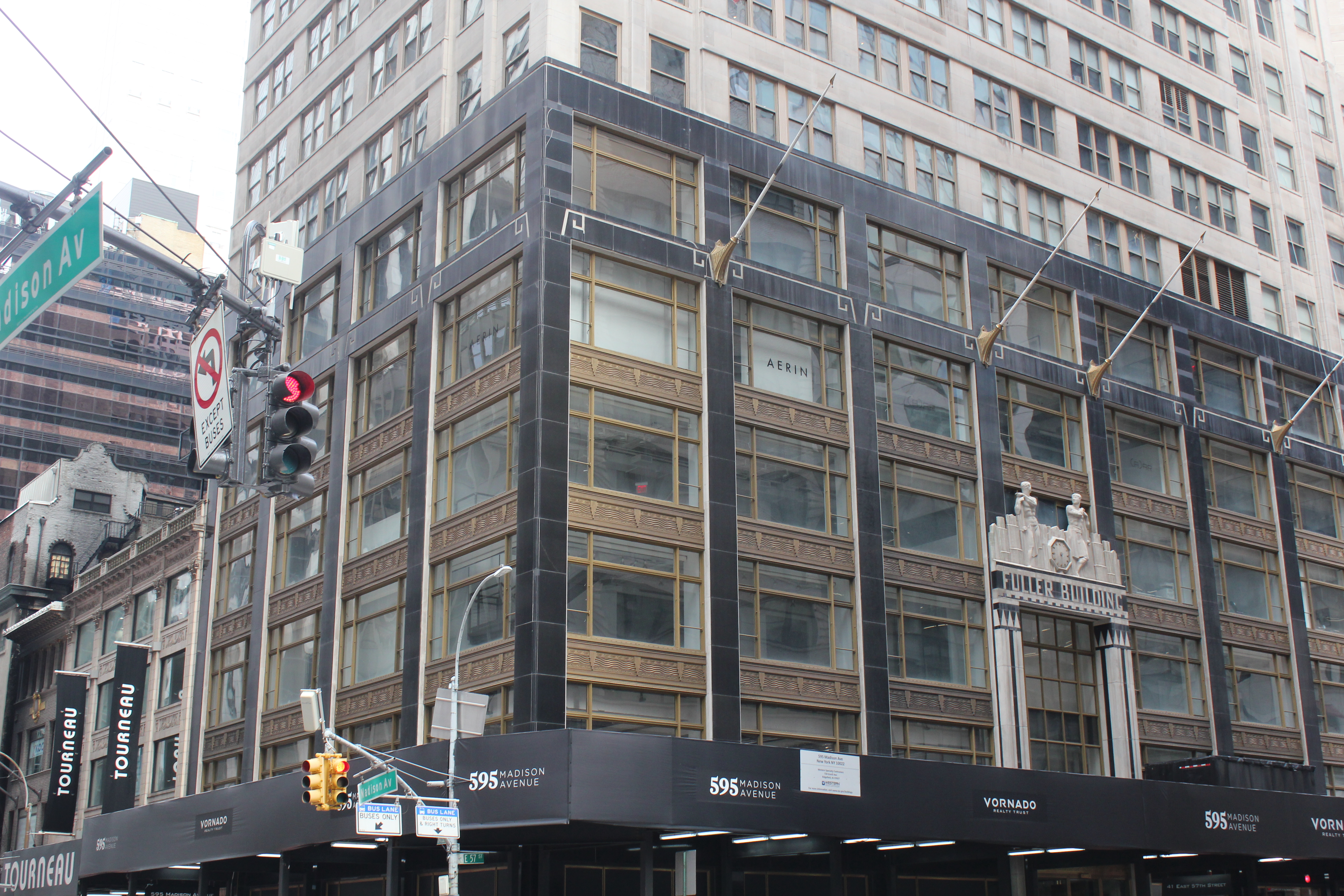
Base vista desde el otro lado de Madison Avenue y la calle 57

El pasillo de la Avenida Madison contiene nueve ascensores en la intersección con el pasillo de la Calle 57. La pared sur del vestíbulo tiene tres ascensores: un ascensor de carga al oeste del pasillo de la calle 57 y dos ascensores de pasajeros al este de los ascensores. La pared norte contiene seis ascensores para pasajeros. Cada ascensor contiene una puerta de bronce de doble hoja con ocho relieves de bronce hexagonales que representan el proceso de construcción, así como molduras decorativas de estilo art déco. Hay una escalera en el extremo este del pasillo de Madison Avenue, en la pared sur. Además, el elevador de servicio al lado de la entrada de Madison Avenue contiene un elevador con una cabina de 3 por 4,3 m. En total, el Fuller Building cuenta con diez ascensores, de los cuales ocho son para pasajeros y dos son para carga.

#### Tiendas, galerías y oficinas
Los seis pisos más bajos estaban reservados para tiendas o galerías de arte. Según The New York Times, la base fue diseñada para proporcionar "espacio de tienda de salón". Los inquilinos pueden ocupar los escaparates a nivel del suelo en la calle 57 o Madison Avenue, así como el espacio del segundo al sexto piso por encima de sus respectivos escaparates. Cada espacio podría ser atendido por su propio ascensor y escalera circular. La disposición de los escaparates verticales y el diseño del vestíbulo tenían como objetivo "dar el mayor atractivo a los exteriores de las tiendas", según Douglas Grant Scott de United States Realty and Construction Company, la empresa matriz de Fuller Company. Los alquileres de las tiendas se calcularon inicialmente promediando las tarifas del primer al sexto piso; en los edificios típicos, el espacio en los pisos superiores estaba sujeto a tasas más bajas que el espacio en los pisos inferiores.
En los años posteriores a su apertura, se abrieron muchas galerías en los escaparates de los seis pisos más bajos. El Fuller Building se convirtió en "una de las direcciones de galerías más prestigiosas de Manhattan", como lo describió The New York Times. Los inquilinos de la galería a lo largo de los años han incluido la Galería Nailya Alexander, Andrew Crispo, la Galería Charles Egan, André Emmerich, Hammer Galleries, Marlborough- Gerson, Pierre Matisse, la Galería Katharina Rich Perlow, y la Galería Zabriskie. Otros ocupantes de la galería han incluido la Kent Fine Art Gallery, Jan Krugier, David McKee, Robert Miller, la Tibor de Nagy Gallery y Joan Washburn.
Los pisos 7 al 15 se diseñaron como espacios para que los decoradores de interiores y los marchantes de arte pudieran vender mercadería. Los pisos 16 al 40 se diseñaron como oficinas. Las oficinas de Fuller en los pisos 16 al 19 se recortaron extensamente en madera de teca y tenían servicio de ascensor privado. En el techo, Walker y Gillette diseñaron un ático de once habitaciones para J. H. Carpenter, presidente de Fuller Construction Company en el momento de la finalización del edificio. Las oficinas se construyeron con pisos de cemento, paredes de yeso blanco y tabiques de acero y vidrio, mientras que los pasillos tenían pisos de mármol y terrazo.

## Historia
El arquitecto George A. Fuller había fundado George A. Fuller Company en 1882. A diferencia de otras firmas de arquitectura de la época, la firma de Fuller tenía la intención de manejar todos los aspectos de la construcción de edificios excepto el diseño, similar al contratista general moderno. Tras la muerte de Fuller en 1900, su yerno Harry S. Black asumió el cargo de presidente de Fuller Company y la convirtió en una subsidiaria de la nueva United States Realty and Construction Company. Poco después de la muerte de Fuller, Black construyó lo que ahora es el edificio Flatiron en la Quinta Avenida y la calle 23 para la sede de la empresa. Se suponía que esa estructura se llamaría "Fuller Building" en honor al difunto Fuller, pero su forma triangular de plancha de ropa (en inglés, flatiron) llevó al nombre popular "Edificio Flatiron" en su lugar. En la década de 1920, el centro de negocios de Manhattan se había trasladado hacia el norte, a Midtown.

### Desarrollo

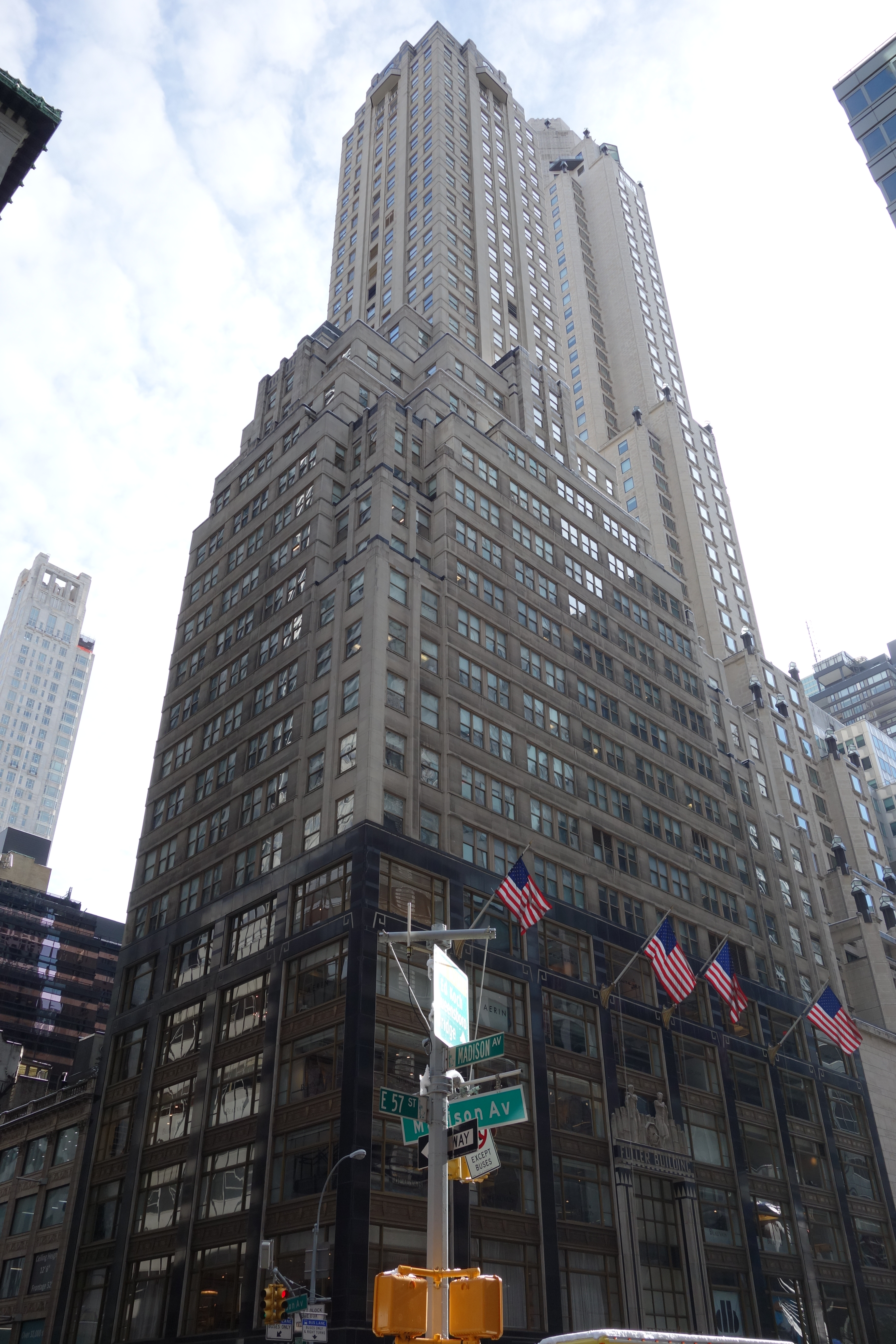
Visto desde el otro lado de Madison Avenue y la calle 57

En mayo de 1928, Fuller Company compró la Iglesia Central en Madison Avenue y la calle 57 por 3 millones de dólares. United States Realty and Construction Company fundó una subsidiaria, GAF Realty Company, para construir un edificio de 30 pisos en el sitio. La junta de GAR Realty estaba formada por funcionarios del National City Bank de Nueva York y Fuller Company, que ocuparían el edificio. Walker y Gillette fueron contratados para dibujar los planos. Los planos se revisaron a 39 pisos en septiembre de 1929, cuando se presentaron los planos oficiales en la Oficina de Edificios de Manhattan.
Para financiar la construcción, United States Realty vendió 5 millones de dólares en bonos y 3 millones en obligaciones en enero de 1929. La Compañía Fuller planeó nombrar la nueva estructura "Fuller Building", transfiriendo el nombre del Edificio Flatiron. The Fuller Company etiquetó ambas entradas de su nuevo edificio de manera prominente, probablemente en un intento de evitar que la estructura se etiquete incorrectamente como lo había sido su predecesor. En junio de 1929, veinticuatro mecánicos recibieron premios de artesanía por su trabajo en el Fuller Building. El edificio se completó el 7 de septiembre de 1929. Dos días después, Fuller Company trasladó sus oficinas a los pisos 16 al 19, convirtiéndose en su primer inquilino.

### De 1930 a 1980
En las dos primeras décadas del edificio, sus inquilinos comerciales incluyeron a Kaskel y Kaskel, una mercería que se mudó a la tienda de la esquina en Fuller Building. así como McGibbon & Co., uno de los comerciantes de lino más antiguos de la ciudad. También se alquilaron espacios de escaparates y sótanos a Sally Gowns Inc. y McGibben & Co., ambas empresas de ropa, y Edward Garratt Inc., comerciante de muebles. Las galerías también se trasladaron al edificio, incluidas las F. Kleinberger Galleries, la Pierre Matisse Gallery, las French Art Galleries y el comerciante de manuscritos y autógrafos Thomas F. Madigan Inc. Los inquilinos de la historia de la oficina incluían al cónsul francés, procesador de alimentos Standard Brands, editor de libros Jordanoff Aviation Corporation, desarrollador Paul Tishman, financiero Frederick Lewisohn, exgobernador de Nueva York Herbert H. Lehman, y el empresario Bernard Baruch. En 1935 se formó un comité para proteger los intereses de los tenedores de bonos del edificio.
The Penroy Realty Company. dirigido por el agente inmobiliario Kenneth S. Keyes, con sede en Miami, compró el edificio en nombre de inversores "de fuera de la ciudad" en enero de 1949. En ese momento, Fuller Construction Company todavía mantenía allí sus oficinas ejecutivas. Poco después, el edificio recibió una primera hipoteca de 3 millones de dólares de Massachusetts Mutual Life Insurance. En enero de 1961, el inversor Lawrence Wien compró el contrato de arrendamiento de 33 años a Fuller Building Corporation, con dos opciones para renovaciones por 25 años. Cuatro meses después, un sindicato encabezado por Irving Brodsky y Richard Gittlin compró un contrato de arrendamiento de 99 años por el terreno de Fuller Building Corporation. Arrendamientos de 9300 m², aproximadamente la mitad del espacio de oficinas, expiraba en 1962, y se alquilaba a un precio inferior al promedio del vecindario. Como resultado, los propietarios decidieron renovar las características mecánicas del edificio, como techos acústicos, iluminación fluorescente y aire acondicionado. Simultáneamente, los inquilinos nuevos o existentes firmaron contratos de arrendamiento para el espacio de oficina restante. En 1968, Brodsky firmó un contrato para comprar el Fuller Building en nombre de Fred F. French Company, que pagó en efectivo para cubrir la hipoteca de 4,2 millones de dólares.
A finales del siglo XX, Fuller Building se había convertido en un centro de galerías de arte. La calle 57 no solo seguía siendo un centro artístico, sino que también la administración del edificio estaba dispuesta a adaptarse a las necesidades específicas de cada galería, como puertas grandes, espacio mínimo en las ventanas y losas de piso pesadas. En consecuencia, en la década de 1970, gran parte del espacio de la sala de exposición en los seis pisos más bajos se usaba principalmente para galerías. El espacio comercial también siguió siendo popular a pesar de estar dividido en varios niveles. Como Carter B. Horsley escribió para The New York Times en 1978, el edificio fue uno de los pocos en la ciudad "que ha tenido éxito en el mantenimiento de más de dos pisos comerciales", aparte de los edificios especiales. The Fuller Company continuó ocupándolo hasta principios de la década de 1980. La Comisión de Preservación de Monumentos de la Ciudad de Nueva York designó el exterior y el interior del vestíbulo como monumentos de la ciudad en 1986.

### De 1990 al presente
Cushman & Wakefield asumió la dirección del edificio en 1990. Si bien el Fuller Building contenía más de veinte galerías de arte en ese momento, varios inquilinos de la galería expresaron su frustración porque los alquileres eran mucho más altos en comparación con otros edificios. A principios de 1994, el Fuller Building estaba vacío en más del 25 por ciento. En el mismo año, el espacio de oficinas permaneció vacío, pero gran parte del espacio disponible de la galería estaba ocupado. El titular de la hipoteca L&B Group retomó el edificio en diciembre de 1994 y posteriormente comenzó a renovarlo. Los cambios incluyeron el reemplazo de ventanas, una limpieza de la fachada y la mejora del interior a los estándares modernos. Para entonces, el Fuller Building se había visto ensombrecido por la construcción del hotel Four Seasons, mucho más alto, en el lote adyacente, que se había completado en 1993.
En agosto de 1999, Vornado Realty Trust arregló la compra del Fuller Building por aproximadamente 125 millones de dólares, y al mes siguiente, la compañía cerró su compra. Vornado anunció en 2002 que planeaba renovar la base con diseños de Skidmore, Owings & Merrill, aunque este plan recibió cierta oposición. La propuesta pedía reemplazar el vidrio sobre la entrada principal con "vidrio electrónico", que podría alternar entre ser transparente u opaco, además de agregar un vidrio similar sobre el techo del vestíbulo. Coach Inc. abrió su tienda insignia global en el edificio en 2005. Coach cerró abruptamente su tienda en enero de 2020 y una tienda Berluti abrió en el espacio ese diciembre.